# حشره‌خوار آبی مدیترانه
 حشره‌خوار آبی مدیترانه (نام علمی: Neomys anomalus) نام یک گونه از سرده حشره‌خوارهای آبی اوراسیایی است.